# ریکارد اولسن
ریکارد اولسن (دانمارکی: Richard Olsen؛ ۳۱ اکتبر ۱۹۱۱ – ۱۳ فوریهٔ ۱۹۵۶) قایقران روئینگ اهل دانمارک بود.
وی در مسابقات کشوری و بین‌المللی در مجموع برندهٔ ۲ مدال طلا، ۵ مدال نقره، ۱ مدال برنز شده‌است.